# Prionocyphon niger
Prionocyphon niger is een keversoort uit de familie moerasweekschilden (Scirtidae). De wetenschappelijke naam van de soort werd in 1987 gepubliceerd door Kitching & Allsopp.